# Бобрищев-Пушкин, Николай Сергеевич
Бобрищев-Пушкин Николай Сергеевич (21 августа 1800, Москва — 13 мая 1871) — декабрист, поручик квартирмейстерской части. Брат Бобрищева-Пушкина Павла Сергеевича. Поэт.

## Биография
Родился в Москве в семье помещика Тульской губернии Сергея Павловича Бобрищева-Пушкина, мать — Наталья Николаевна Озерова. Воспитывался дома, затем в Московском университетском пансионе и в Московском учебном заведении для колонновожатых (училище колонновожатых) (1818—1819), откуда выпущен прапорщиком в Главную квартиру 2-й армии. В 1820—1821 годах находился на съёмке в Подольской губернии. В 1825 году — поручик квартирмейстерской части.
Член Союза благоденствия (с 1820 — начала 1821) и Южного общества. Знал цели общества. Читал отрывки «Русской правды». Принимал участие в сокрытии бумаг Пестеля после его ареста. Юшневский настойчиво требовал уничтожения «Русской правды», но Бобрищевы-Пушкины решили, что крайней опасности ещё нет, и закопали бумаги Пестеля недалеко от Кирсановки.
Арестован 8 января 1826 года в Тульчине и доставлен в Петербург, 16 января 1826 года заключён в Петропавловскую крепость.
Осужден по VIII разряду к ссылке пожизненно. В августе 1826 года отправлен на поселение в Среднеколымск Якутской области, откуда совершил побег. В 1827 году переведён в Туруханск. По собственному желанию и с высочайшего разрешения в 1827 году поступил в Троицкий монастырь близ Туруханска.
Во время ссылки сошёл с ума. В 1831 году переведён из монастыря в сумасшедший дом в Красноярске. В 1833 году в Красноярске прибыл на поселение его брат Павел Сергеевич. В 1839 году оба брата переведены в Тобольск, куда прибыли в феврале 1840 года. Николай Сергеевич был помещён в дом для умалишённых.
По ходатайству отца и сестры 11 января 1856 года разрешено вернуться на родину, в Тульскую губернию. В марте 1856 года прибыл в имение сестры в село Коростино, где Николай Бобрищев-Пушкин и умер. Могила не сохранилась.
В юности занимался литературной деятельностью. Поэт. Печатался в журнале «Сын отечества».

## Награды
10 июля 1822 года награждён орденом Святой Анны 4 степени за труды по топографической съёмке.